# 人口贩卖
人口販賣（英語：Human trafficking），又稱人口販運、人口走私，是指以強迫勞動、性奴隸或販運者將受害者進行強迫賣淫、器官交易的人口交易。許多人口販運的受害者通常來自於貧窮或是工作機會少的國家，但即使是先進國家仍會面臨人口販運的威脅。人口販運可粗分為性剝削、勞動剝削、兒童買賣、強迫結婚生育、器官買賣五種型態，其中又以性剝削及勞動剝削為大宗。
根據國際勞工組織(ILO) 的數據，截至2014 年，僅強迫勞動就產生約1500億美元的利潤。2012年，國際勞工組織估計有2100萬受害者遭到奴役。其中，1420 萬人（68%）被強迫勞動，450萬人（22%）被強迫賣淫，220萬人（10%）被國家強制勞動。受害者中80%是女性，50%是兒童。國際勞工組織報告說，童工、少數族裔和非正規移民則面臨更極端剝削的風險。統計數據顯示，在全球2.15億年輕工人中，有超過一半從事危險行業，包括強迫勞工和強迫街頭乞討。少數民族和高度邊緣化的人群，則估計從事剝削性和破壞性的部門工作，例如皮革鞣製、採礦和採石工作。
人口販運現已成為僅次於毒品和武器走私的全球第三大非法貿易，是跨國犯罪組織發展最快的犯罪活動。由於人口販運已成為組織分工細膩的國際犯罪，難以有明確的數據衡量其規模。聯合國毒品和犯罪問題辦公室（UNODC）保守推估在同一時間點全球有兩百五十萬人為人口販運的受害者。
人口販運現已被國際公約譴責為侵犯人權。此外，人口販運受歐盟指令的約束。根據美國國務院發布的2018年和2019年年度人口販運報告：在防止人口販運和強迫勞動方面，白俄羅斯、伊朗、俄羅斯和土庫曼斯坦仍然是最差的國家之一。

## 定義
依據《聯合國打擊跨國有組織犯罪公約關於預防、禁止和懲治販運人口特別是婦女和兒童行為的補充議定書》中對人口販運的定義
1. “人口販運”是指為剝削目的而通過暴力威脅或使用暴力手段，或通過其他形式的脅迫，通過誘拐、欺詐、欺騙、濫用權力或濫用脆弱境況，或通過授受酬金或利益取得對另一人有控制權的某人的同意等手段招募、運送、轉移、窩藏或接收人員。剝削應至少包括利用他人賣淫進行剝削或其他形式的性剝削、強迫勞動或服務、奴役或類似奴役的做法、勞役或切除器官。
2. 不論人口販運受害者同意與否，人口販運加害者是否有涉及第一項所定義之人口販運方式，皆不應排除前項之適用。
3. 在徵募、運輸、轉送、藏匿、接收過程中，遭遇剝削的個人為小孩，即使沒有涉及第一項所規定之方式，仍應視為人口販運受害者
4. 未滿18歲者皆為儿童

## 概要
人口販運和非法移民（偷渡）不同，非法移民是某人出於自願的要求，而（非法的）合約中可能也不會牽涉到詐騙。當非法移民者抵達目的地（國家）時，他們可能獲得完全的自由，或是被要求進行仲介業者安排的工作，以清償非法移民費用。而人口販賣的受害者則是處於被強迫奴役、賣淫或是被不公平的工作合約詐欺、或是被嚴重剝削，基本人權被完全剝奪。他們可能因相信人口販賣業者當初的承諾而上當，或在人身自由上受到強迫限制。一些人口販賣者利用強制手段操縱受害者，例如詐欺、脅迫、愛情騙局、賭博騙局、隔離、武力威脅、高利貸債務陷阱、不平等合約條文陷阱、精神虐待、及利用精神類或成癮性藥物控制受害者使其失智或藥物依賴。
被販賣的受害者通常來自世界上工作機會有限、經濟較貧困的地區，也大多是該社會上的弱勢族群，例如逃家的兒童、難民等（尤其是在一些戰後地區，例如科索沃和波士尼亞赫塞哥維納），但受害者也可能來自各種社會背景、階層、或種族。尋求以非法途徑進入其他國家的人可能會被人口販賣業者選做目標，並通常會忽略自己在抵達目的地時是否能夠獲得自由。在部份案例中，某些人是被歹徒擄走而成為人口販賣的受害者，但這樣的情況較為少見。
人口販賣業者又稱為人販子（human trafficker），專門拐帶孩童作各種犯法行為的組織，則統稱為拐子黨。拐子黨經常以食物、玩具等孩童喜愛之物拐帶孩童，而被拐帶的孩童經常會以人質身份勒索其親屬、被販賣器官或被犯人砍去手腳到街上行乞。

### 性剝削
人口販運集團通常會透過強迫、威脅或欺騙的方式迫使被害人從事性交易，其中欺騙方式就有以下幾種做法：
1. 透過婚姻、觀光、工作簽證誘騙
2. 以債務或是扣留護照、居留證等相關證件限制被害人的人身自由
3. 以愛情誘騙，發生性行為後要求少女離開家庭，後稱失業，棍騙好女子賣淫。

### 勞動剝削
相似的方法也可以運用在勞動剝削上，被害人容易面臨相關證件遭扣留甚至是以債綁人的情形，以致被害人在人身自由被限制的情況下，非自願地提供自身勞務，因此遭勞動剝削的人口販運受害者也被視為強迫勞動的受害者之ㄧ。

### 兒童買賣

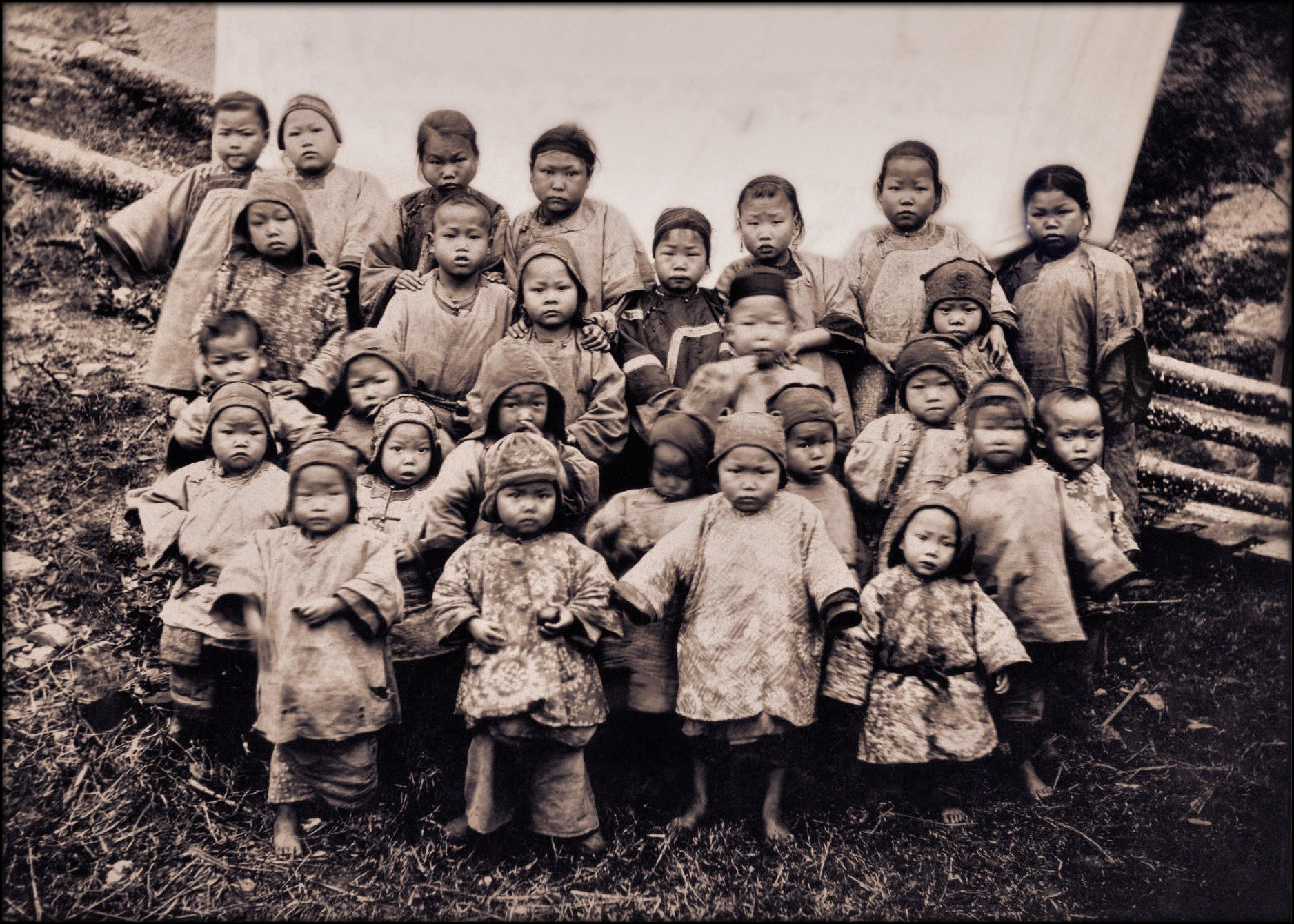
1904年福州海關在外海截獲拐賣兒童的「商船」，攝於庇護所，兒童應為福州一帶人氏

兒童的剝削形式包括非法的跨国收养、強迫在年幼時結婚、招募為童兵、或是進行非自願的乞討。同时，合法的跨国收养在发展中国家引起的人口贩卖，也引起关注。
且随着跨国领养业的繁荣，随之诱发的犯罪行为也日益常见。在发展中国家，人贩子从父母手中买来儿童，再高价卖给认养者。
兒童買賣除了涉及跨國收養外，兒童還可能成為童工並受到勞動剝削，甚至面臨性剝削的問題，特別是現今網路日益發達，更出現網路上的兒童性剝削，包括兒童色情片和兒童遭性侵的影像，然而逮捕和起訴件數仍非常低。
被拐賣兒童来源可有以下幾種：
1. 偷取幼兒。
2. 以糖果或玩具誘骗小孩離開父母。
3. 暴力搶奪（户外或户内均有可能）。
4. 绑架。
5. 騙取家長信任後攜帶幼兒失蹤（保姆或熟人）。
6. 在貧窮落後地方買嬰孩兒童（给他/她的父母一定的經濟補償）。
7. 收買私生子或其他親生父母不願意撫養的嬰幼兒。

### 器官買賣
雖然器官買賣不列入人口販運的大宗，但仍不可忽略其嚴重性。根據《半島電視台》的報導，全球的器官移植手術中，非法人體器官販賣就高達1成。器官移植的倫理、法律及社會心理層面平台（ELPAT）的伯斯（Michael Bos）指出，國際人體器官販賣是利潤豐厚的產業，估計在2008年的非法交易金額就高達5千萬美元。據世界衛生組織指出，全球每年的人體器官販賣中，固定有5％到10％為腎臟買賣。而日本鬼片「美髮屍」劇情背景即涉及兒童拐賣與非法器官買賣。

## 历史上的大规模人口贩卖

### 美洲
- 美國黑奴：出現於殖民主義時代，非洲土著被奴隸販主強行大量運至美洲大陸，直至南北戰爭之後，贩卖黑奴才被美國法律所制止。美國黑色人種的祖先有不少是源於此。歐洲人將非洲黑人販賣到美洲做奴隸，為當地的地主提供勞動力，而美洲的農產品會出口至歐洲，藉此形成三角貿易。
- 賣豬仔：大量的中國人於19世紀被各種方式所欺騙或詐騙、或者綁架，及後被賣到美國當苦力，為當地建造鐵路。

### 亞洲
中國人下南洋的歷史最早可追溯至晚清時期咸豐年間的1860年《中英北京條約》，根據條約“允許中國人到海外工作”。後來招工館聯合歐美資本家為了招募更多勞工選擇將中國人騙來南洋，被賣來南洋的中國人被歐洲商人貶稱為“豬仔”或“苦力”。招工館的老闆以花言巧語的方式欺騙中國人過番打工，許多被騙的來南洋華工一般是來自閩粵地區的中國人，在下南洋後一般只有從事礦工和碼頭苦力。而閩粵人們口中的“番”則是指東南亞，最後一次的賣豬仔是在大約1909年前後，在1912年清朝被推翻後的民國元年由中華民國臨時政府頒佈的《禁止買賣人口令》。也宣告了賣豬仔的結束。

### 穆斯林國家
伊斯兰教法，并不禁止奴隶制。伊斯兰教婚姻制度中，男性穆斯林与女奴隶性交亦不属于通奸，女奴隶所生子女是自由民。奴隸來源有非洲、歐洲、歐亞草原。在阿拉伯帝國時代，希臘人、斯拉夫人經常被拍賣，女奴被送到哈里發宮中作表演用。花剌子模帝國時代，俄羅斯許多公國受襲，許多俄羅斯人被送到中亞和訛答剌城拍賣。土耳其帝國時代，克里米亞汗國的韃靼人發展出捕捉與販賣奴隸的機制，他們經常侵擾南俄地區，把白奴送到伊斯坦堡出售，稱為「草原上的收成」。格魯吉亞人也常被拍賣。原本欽察人也是奴隸，作為馬木留克，著名的拜巴爾一世也曾被賣。但突厥人在改宗伊斯蘭教後便不得奴役，因此在北高加索找新来源。另一來源是地中海的柏柏爾人海盜，最遠和最後一次是在17世紀侵擾冰島，後來被送到阿爾及爾拍賣。

## 近年人口販運實例

### 美国
美国是人口贩卖的主要目的地和过境国，受害者包括本国公民和外籍人士，形式包括性剥削与强迫劳动。例如，“洋葱行动”揭露乔治亚州农场雇佣大量中美洲移民，以H-2A签证为名实施强迫劳动并限制人身自由。2025年，德克萨斯州八家按摩院因涉人口贩卖被查封，工人被迫在工作场所居住并提供性服务。2022年，一家四口印度家庭在试图从加拿大越境进入美国时冻死，走私主犯被判10年。纽约市估计有逾2000名未成年性贩卖受害者，其中多数曾接触儿童福利系统。1995年，加州埃尔蒙特发现72名泰国工人遭受奴役，成为美国现代奴隶制的标志性案例。

### 菲律賓
菲律宾的人口販運——菲律賓首都馬尼拉的「紅燈區」聲名遠播，許多西方人喜歡到這裡尋歡，根據估計，菲律賓一共有80萬非法性工作者，其中有高達10萬是未成年的雛妓。尋歡客買春供需的惡性循環，菲律賓當局睜一隻眼閉一隻眼。CNN經過2年調查跟隨一名人權女鬥士塞西莉亞（Cecilia Flores Oebanda），拍攝紀錄片「The Fighters」，全程紀錄她突襲人口仲介集團大本營、營救折翼天使的全部過程。

### 柬埔寨
在臺灣發生多起前往柬埔寨打工或工作之詐騙事件，受害人被誘拐到當地的詐騙園區，被迫進行詐騙工作。

### 台灣
1980年代，台灣女子褚麗卿曾組成跨國販嬰集團，從單親媽媽和貧困家庭收購新生兒，然後與婦產科診所合作，偽造出生證明文件，再透過仲介將超過60名嬰兒轉賣國外以換取報酬。
台灣幫派在柬埔寨或其他東南亞國家成立的私人公司，透過與當地蛇頭和黑幫合作，共同涉及非法人口販運，拐騙利誘柬埔寨人或東南亞國家的當地人，以假結婚或非法移民等方式，讓他們從自己的國家到台灣的漁船業、工業、建築業進行高風險勞動工作，甚至是被帶入特種行業進行工作，充當非法勞工或幫派犯罪的替罪羊。但是屢屢發生挨餓、虐待、苛扣薪資、強迫勞動、性剝削、失蹤、死亡。
2019年起，中州科技大學剝削烏干達等外籍學生。直到2022年2月16日，才遭教育部勒令自2022年學年度起全面停招。

### 緬甸
在緬甸發生很多誘騙，把外地人口拐賣至當地的詐騙園區，強迫進行詐騙工作，當中最有名的是KK園區。

### 中國大陸
經世界各地的華人自媒體，廣泛的報導指出，中國大陸從古至今一直存在人口拐賣事件，人販子以誘騙或擄拐等形式，拐賣婦女、兒童、以及成年人。受害人通常會被強迫生育、強迫結婚、或強迫行乞。中国政府高度重视打击人口贩卖犯罪，近年来持续加强法律体系建设、强化执法合作、完善救助机制，并通过《中国反对拐卖人口行动计划（2021—2030年）》进一步加大打击力度，切实保障公民合法权益。。
在20世紀中葉的中國特別是華中、華南地區最為嚴重。

### 烏克蘭
自2022年2月起俄羅斯全面發動入侵烏克蘭，對此烏克蘭人民預計有數百萬人逃離家鄉，然而被東歐國家的當地不法集團盯上，多以拐賣婦女、拐賣兒童、誘騙以工作換取物資，極少數有強暴和輪姦的個案。

### 敘利亞
敘利亞因2011年內戰持續至今，導致有約四百萬敘利亞人逃離國外，另約有760萬人國內流離失所，然而各國皆對敘利亞難民的問題而苦惱，甚至引發政治、治安、經濟等的各種社會問題，例如：巴黎恐攻、德國跨年夜性侵事件，歐美黑幫或當地人口販賣組織，以及敘利亞國內的恐怖組織，如伊斯蘭國或其他恐怖份子，會以綁架、誘騙、挾持、以武力逼迫下進行奴役等眾多方式，轉賣至周邊各國或當地的社會角落，例如被强迫賣淫、性奴隸、強迫生子、強迫勞動、賣去當地妓院、强迫婚姻等。

## 外部連結
- . 臺北: eTV行動傳媒. 2012年10月4日  [2024-07-26]. （原始内容存档于2020-11-27） –Youtube （中文（繁體））.
- . 臺北: 內政部入出國及移民署. 2014年1月21日  [2024-07-28]. （原始内容存档于2020-10-27） （中文（繁體））.
- . 臺北: 中時新聞網. 2011年7月5日  [2024-07-28]. （原始内容存档于2020-11-27） –Youtube （中文（繁體））.